# Bissen, Luxemburg
Bissen (franska) (luxemburgiska: Biissen lyssna (fil), tyska: Bissen) är en ort i kantonen Mersch i centrala Luxemburg. Den är huvudort i kommunen med samma namn och ligger vid floden Attert, cirka 20,5 kilometer norr om staden Luxemburg. Orten har 3 260 invånare (2022).